# Берзиньш, Освальд
Освальдс Берзиньш (латыш. Osvalds Bērziņš; 1924, Земите — 1989, Рига) — советский латвийский актёр театра и кино. Заслуженный артист Латвийской ССР (1987).

## Биография
Родился в семье рабочего деревообделочной фабрики.
В 1939—1941 гг. учился в гимназии в Тукумсе. В 1944 г. был призван в немецкую армию, дезертировал.
В 1946—1952 гг. и с 1954 г. до конца жизни в труппе театра «Дайлес». Среди отмеченных критикой ролей — Микула в «Илье Муромце» Райниса, Осис в «Земле зелёной» Андрея Упита. Одновременно руководил любительскими театрами в городах Тукумс, Мадона, Мазсалаца, Руйиена, Балдоне, Саулкрасты, в рижском дворце культуры «Зиемельблазма».
Похоронен на Лесном кладбище.

## Кинокарьера
1. 1959 — Эхо — Айзуп
2. 1967 — Часы капитана Энрико — милиционер
3. 1973 — Подарок одинокой женщине — сотрудник милиции
4. 1974 — Не бойся, не отдам — Казимир
5. 1975 — Время не ждёт — Мак
6. 1983 — Краткое наставление в любви — отец Яниса
7. 1985 — Документ «P» — президент США
8. 1986 — Красная стрела — Оскар Валдис
9. 1988 — Он, она и дети — директор конезавода